# Sackville Park
Whitworth Gardens (également connu comme Sackville Park) à Manchester, en Angleterre, se trouve en bordure du campus Shena Simon du Manchester College (en) d'un côté, et de Whitworth Street, Sackville Street et le Rochdale Canal et Canal Street. Le terrain a été acquis par Manchester Corporation en 1900 et aménagé en parc avec des sentiers, des pelouses et des fleurs. On y trouve le Mémorial Alan Turing érigé en 2001.